# Zoo di Odessa
Lo zoo di Odessa (in ucraino Одеський зоопарк?; in russo Одесский зоопарк?) è il giardino zoologico di Odessa, nell'omonimo Oblast' dell'Ucraina, che è stato aperto al pubblico nel 1938.

## Storia

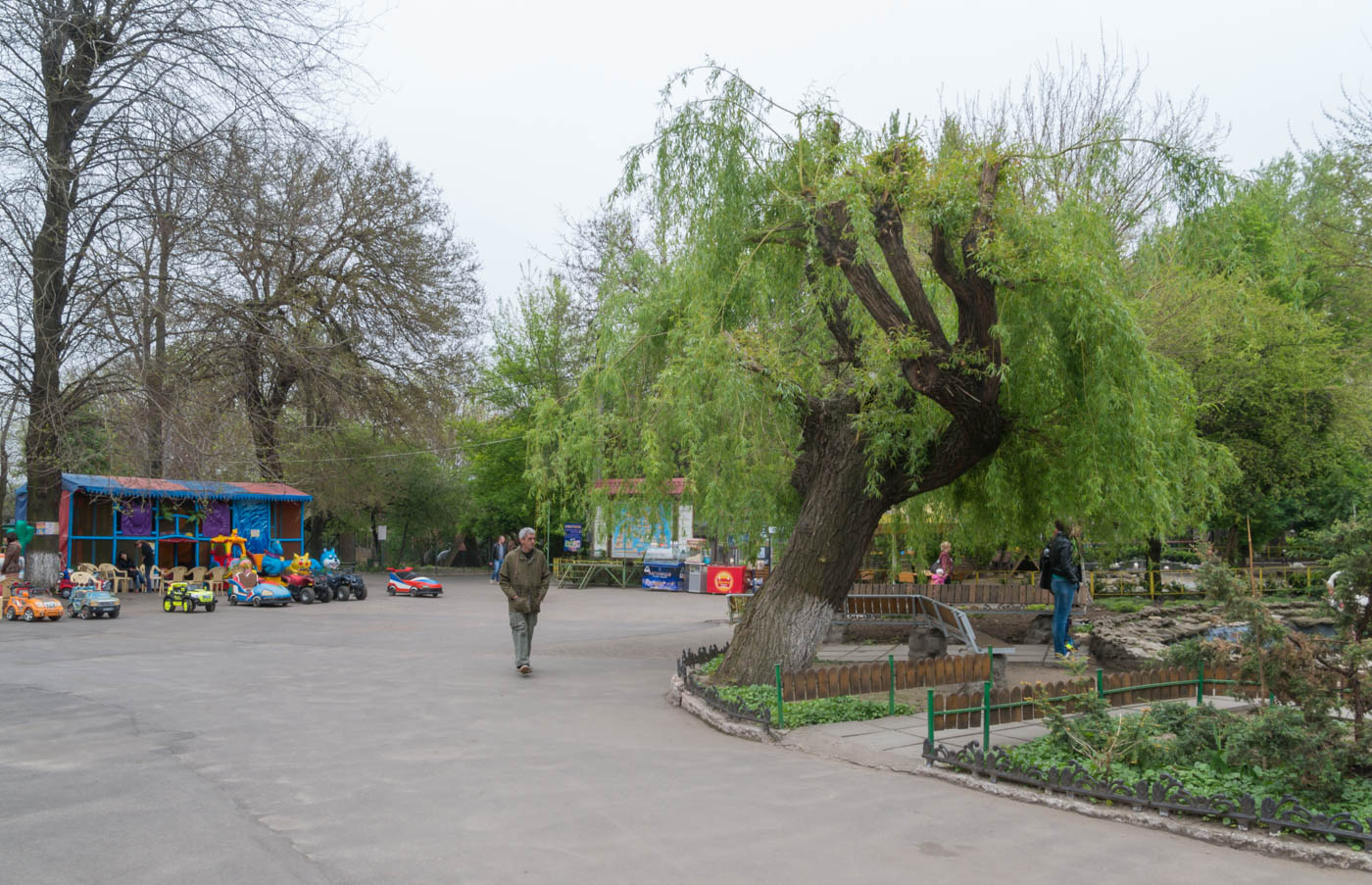
Area ricreativa nello zoo

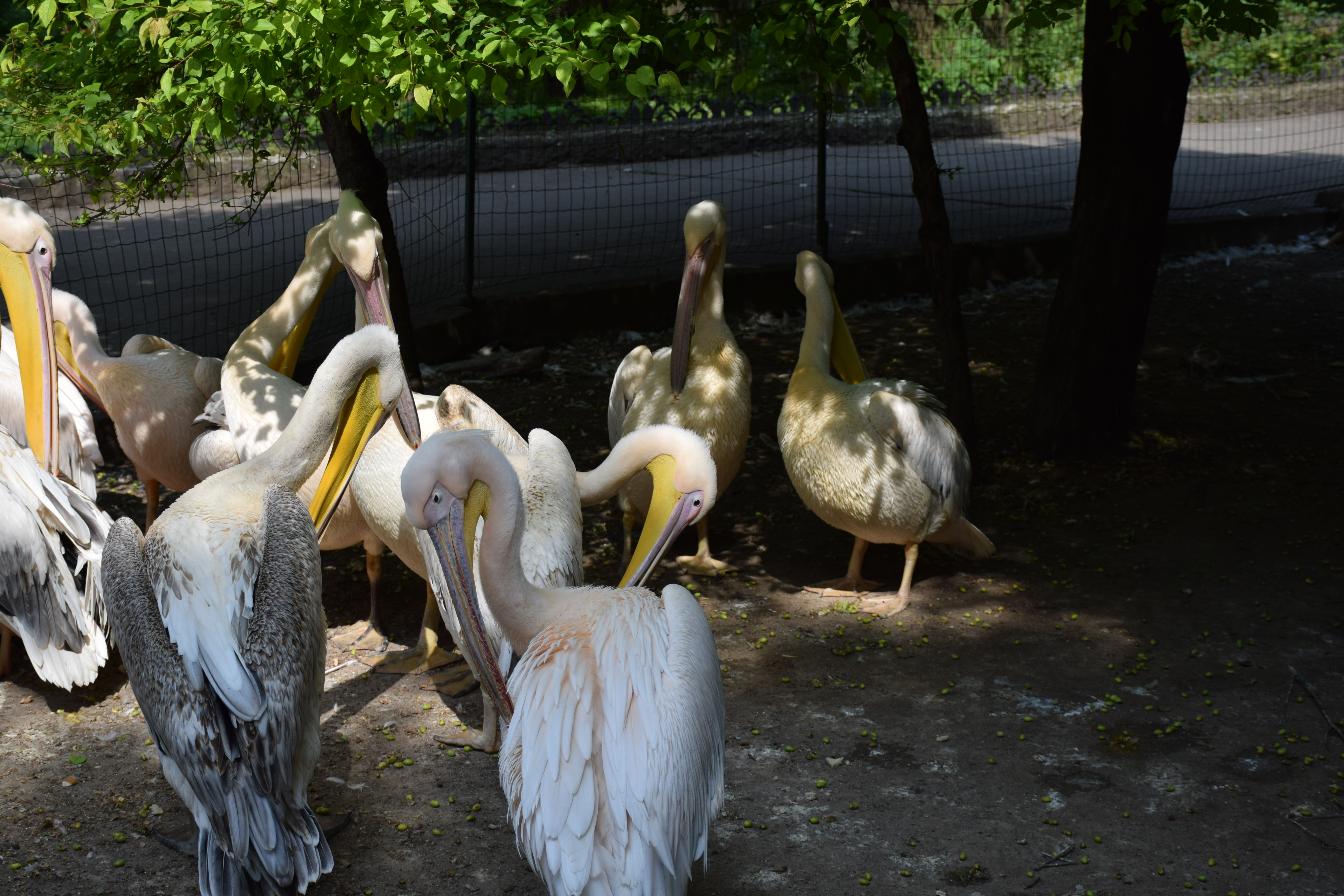
Pellicani, uno dei simboli dello zoo. Un pellicano stililizzato si trova nell'insegna sopra l'ingresso principale

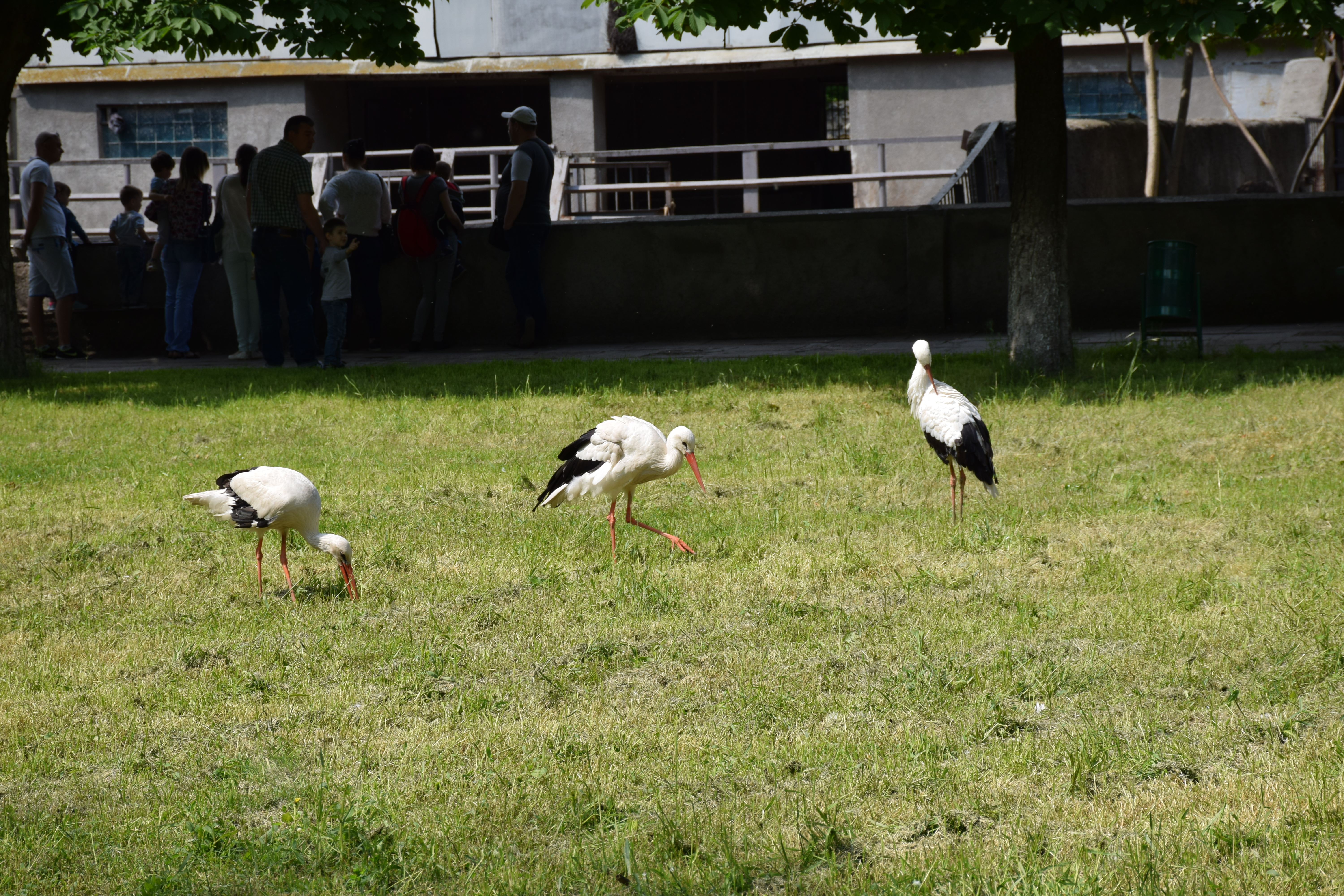
Cicogne

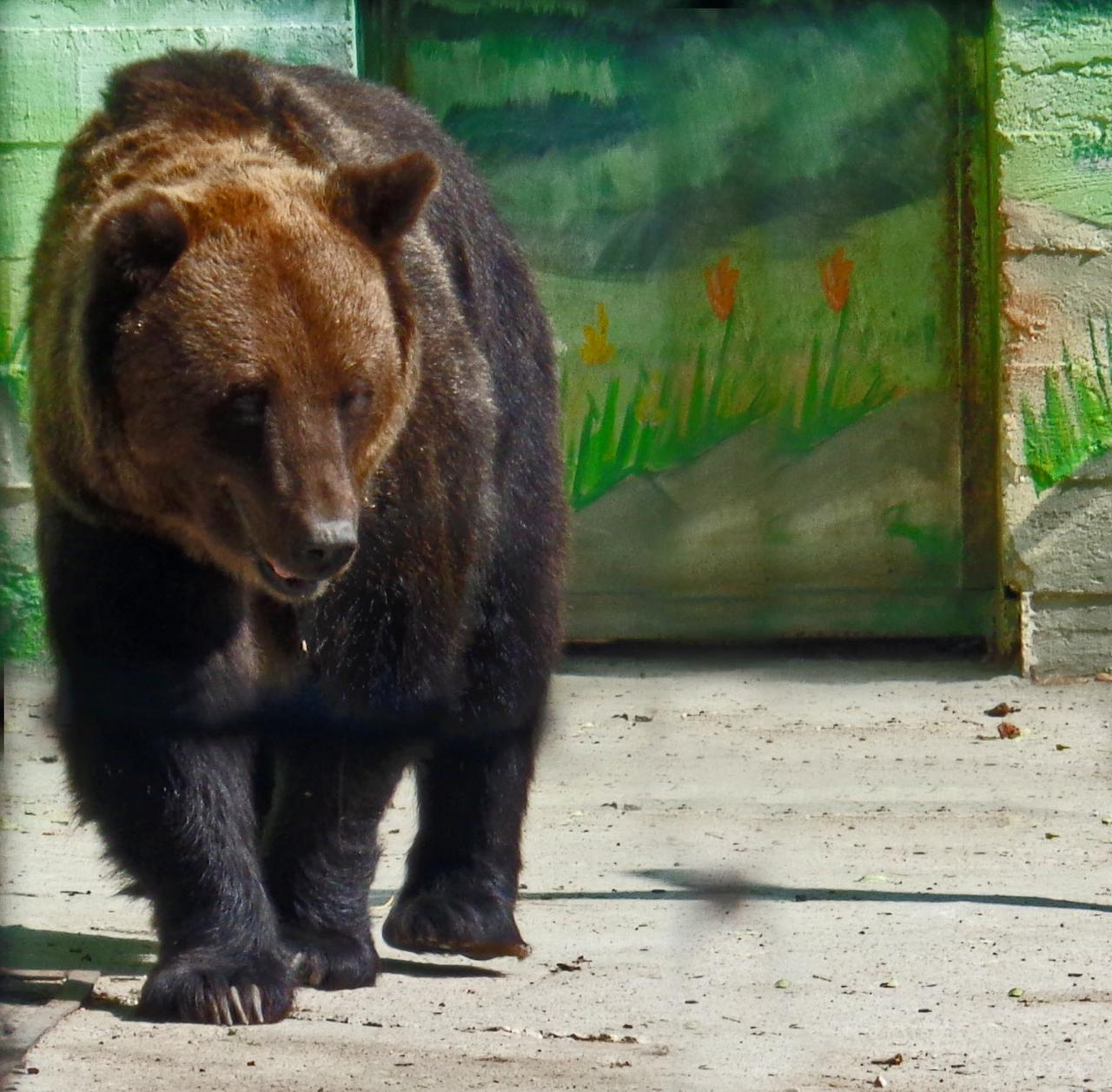
Esemplare di orso bruno

Lo zoo viene citato la prima volta nel 1889 tuttavia l'effettivo inizio della realizzazione della struttura avvenne solo nel 1922 dopo la prima guerra mondiale e la guerra civile russa. Nel dicembre 1927 vennero approvati i progetti preparatori e l'inaugurazione dello zoo con apertura al pubblico poté essere celebrata solo alla fine dei lavori nel 1938.
Nel 1992 lo zoo di Odessa ha ricevuto lo status di riserva naturale di valore nazionale.
Nel maggio 2020 lo zoo è stato riaperto al pubblico dopo le chiusure imposte dall'emergenza COVID-19.
Nel marzo 2022 è nato un vitellino che è stato chiamato Javelin, per ricordare il missile anticarro FGM-148 Javelin utilizzato dall'esercito ucraino durante l'invasione russa dell'Ucraina del 2022. Dopo l'inizio delle ostilità alcuni animali dello zoo sono stati trasferiti, come è avvenuto per lo zoo di Kiev, in Polonia.

## Finalità
Le motivazioni istitutive dello zoo sono diverse, come quelle di conservare e far riprodurre gli animali rari o che necessitano di attenzioni particolari, reintrodurre nell'ambiente gli animali allevati in cattività, effettuare studi e ricerche sul campo e svolgere attività educativa nel campo dell'ecologia e del rispetto ambientale.

## Descrizione
Nello zoo sono presenti quasi 1600 animali molti dei quali appartenenti a specie protette o bisognose di attenzione per la loro conservazione. Tra questi elefanti indiani, leopardi dell'Estremo Oriente, cavalli del Kirghizistan, babbuini, orsi bruni, gru delle steppe, falchi e gufi reali